# 唐纳德·L·特科特
唐纳德·L·特科特（英語：Donald Lawson Turcotte，1932年4月22日—2025年2月4日）是一位美国地球物理学家，加利福尼亞大學戴維斯分校教授，知名于对板块构造论中的地幔对流边界层理论的研究。